# شفية

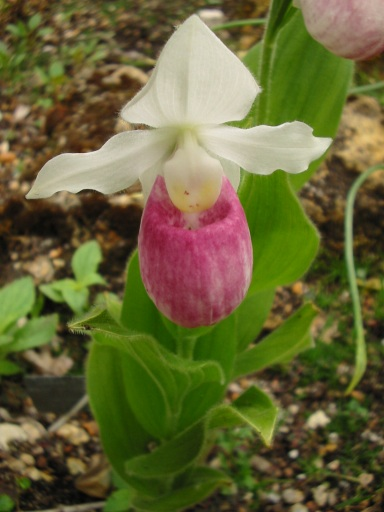
خف السيدة الملكة له شُفَيَّة وردية اللون

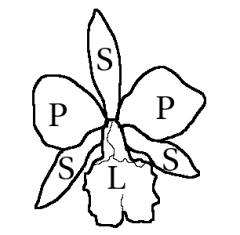
L: الشفيةS: كأس الزهرةP: بتلات

الشُّفَيَّة في علم النبات هو جزء من زهرة السحلبية أو القنا أو غيره من الأجناس الأقل شهرة ، والتي تعمل على جذب الحشرات ، التي تُؤَبِّر الزهرة ، وتعمل منصة هبوط لها.
الشفية هي بتلة معدلة ويمكن تمييزها عن البتلات الأخرى وعن الكأس من حجمها الكبير وشكلها غير المنتظم في كثير من الأحيان. ليس من غير المألوف أن تبدو البتلتان الأخريان من زهرة الأُركيد مثل الكؤوس بحيث تبرز الشفية لتكون مميزة مميزة. 

## معرض الصور

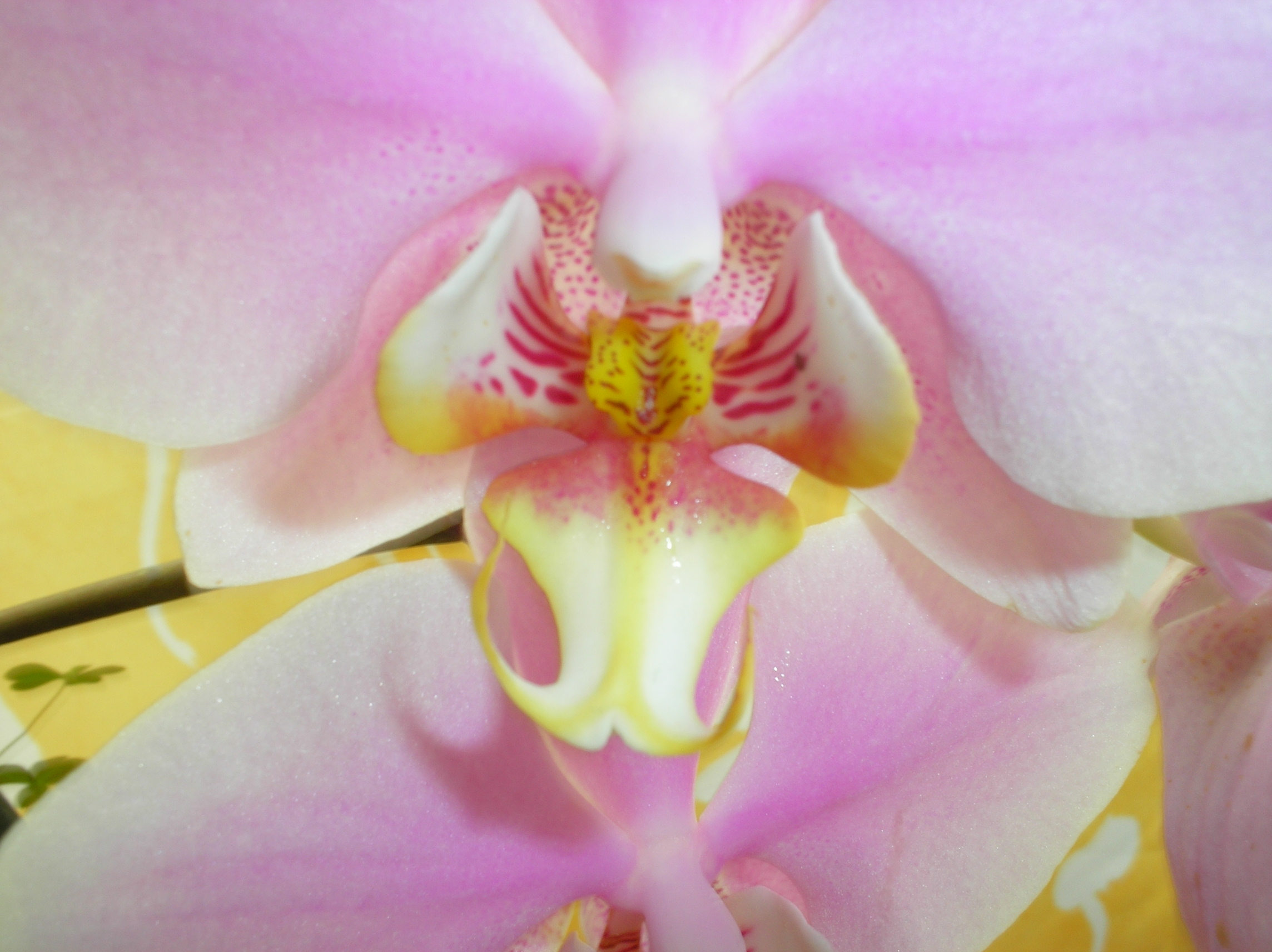
الشفية في زهرة الأركيد
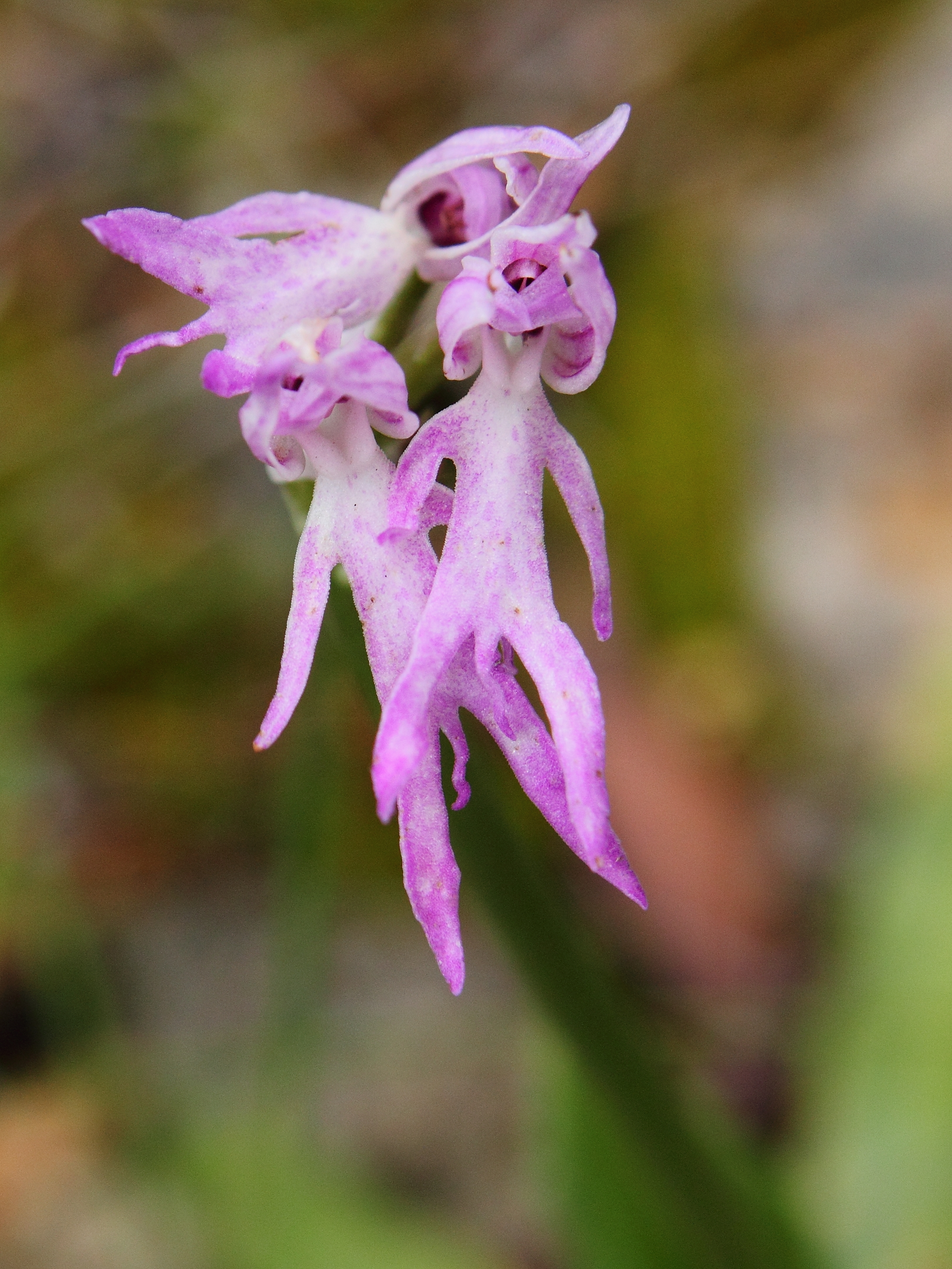
الشفية مقسومة في السحلب الإيطالي إلى عدة فصوص
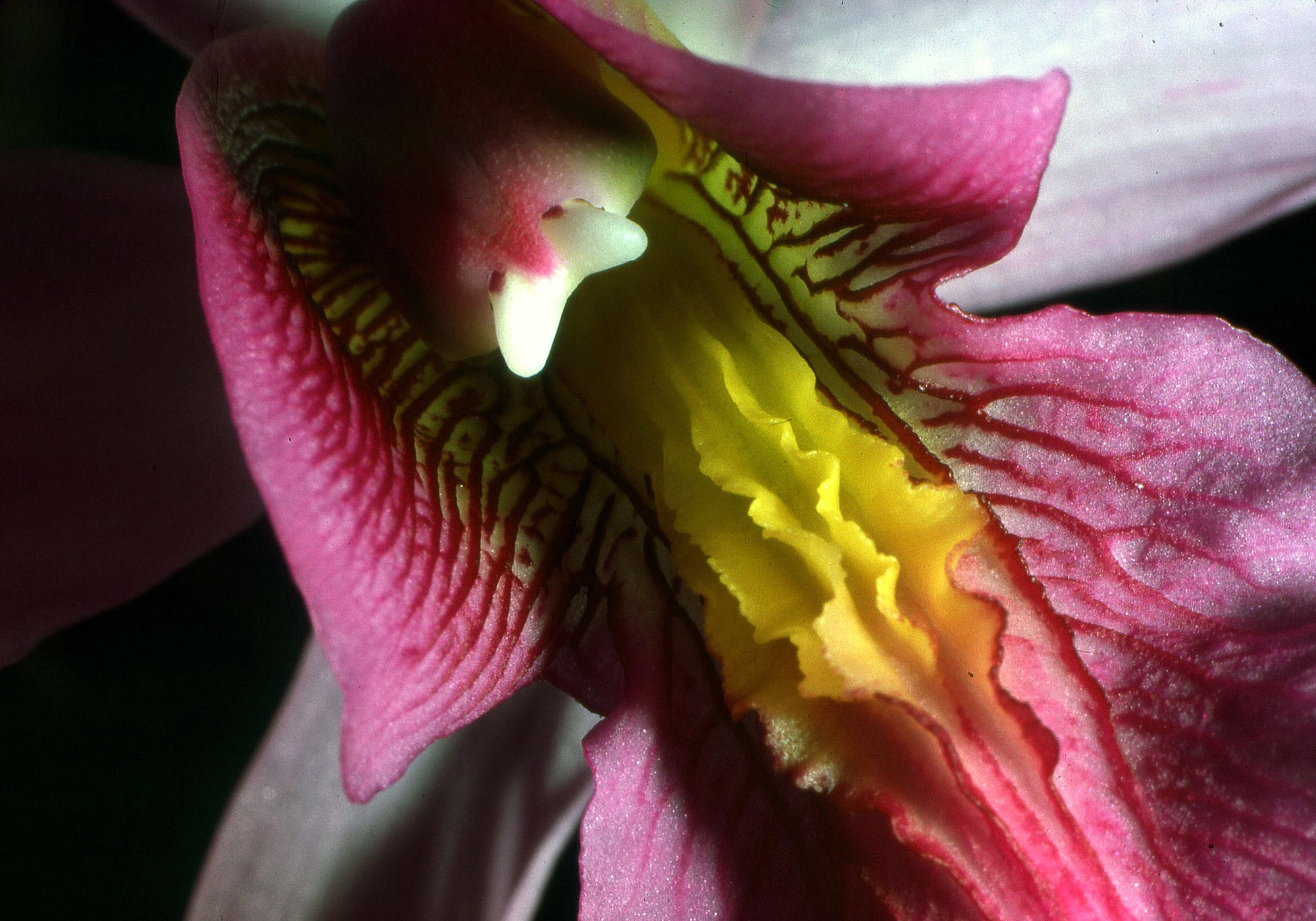
الشفية في أحد أنواع ليليا تُظهر خمس حواف متموجة من الكالس
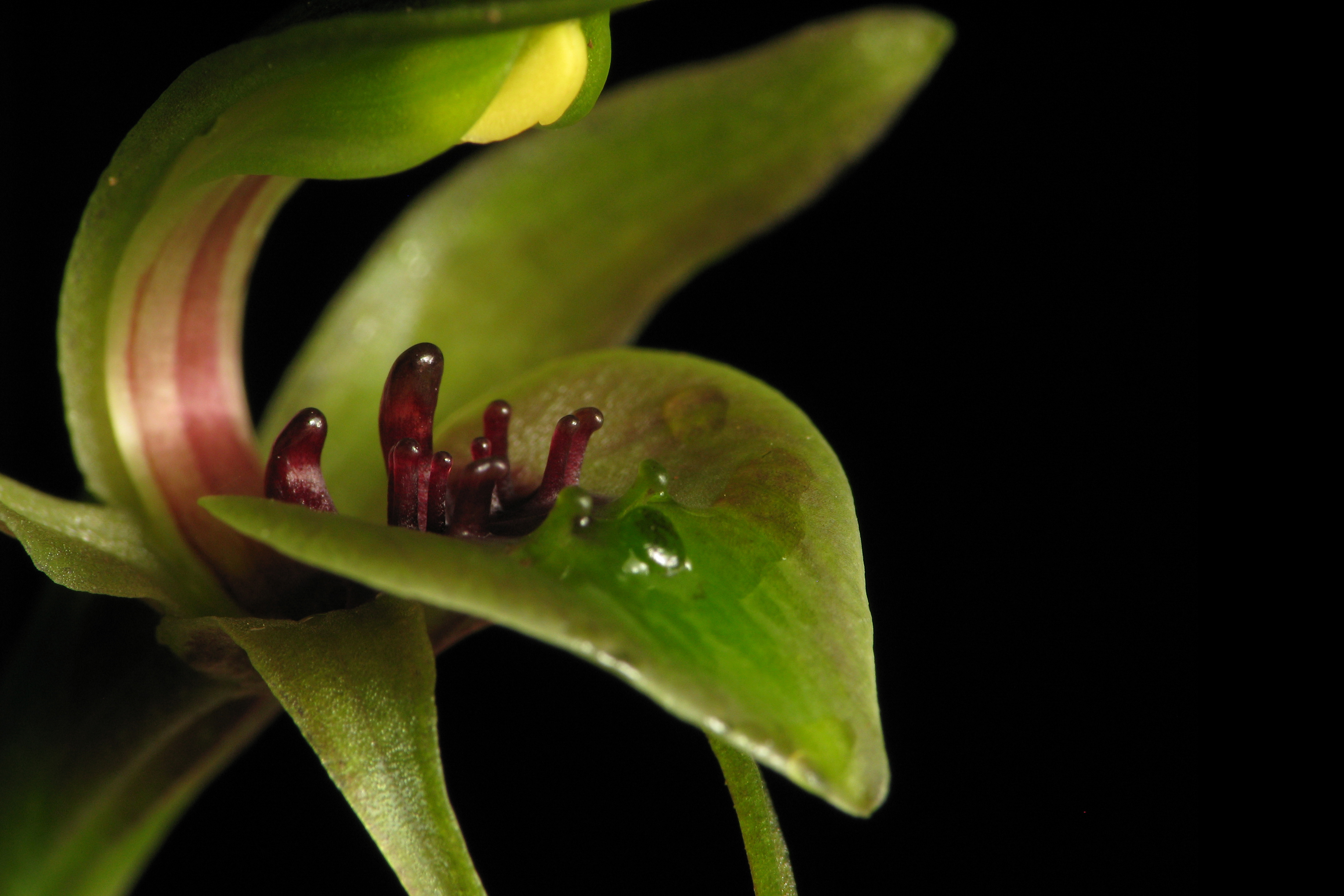